# Frau Dorothys Bekenntnis
Frau Dorothys Bekenntnis is een Oostenrijkse dramafilm uit 1921 onder regie van Michael Curtiz.

## Verhaal
De avonturier Harry Harwood kan zich met een list het fortuin van de rijke familie Robey toe-eigenen en een moord in de schoenen zijn handlanger Fox schuiven. Wanneer er nog een moord wordt gepleegd, schijnt de dader de knappe Dorothy te zijn, die ooit verleid werd door Harry. Zij weigert tot bekentenissen over te gaan.

## Rolverdeling
| Acteur          | Personage |
| --------------- | --------- |
| Lucy Doraine    | Dorothy   |
| Alphons Fryland |           |
| Otto Treßler    |           |
| Kurt von Lessen | Jimmy Fox |
| Harry de Loon   |           |